# داء الغدد اللعابية
تُعد أمراض الغدد اللعابية متعددة ومتنوعة الأسباب. هناك ثلاث غدد لعابية زوجية رئيسية في الإنسان -(الغدد النكافية والغدد تحت الفك السفلي والغدد تحت اللسان)، بالإضافة إلى حوالي 800-1000 غدة لعابية ثانوية في الغشاء المخاطي للفم. تقع الغدة النكافية أمام الأذن وتفرز معظمها لعابها المصلي عبر القناة النكفية (قناة ستنسون) في الفم وعادة ما تفتح تقريبًا مقابل الضرس الثاني العلوي. وتقع الغدة تحت الفك السفلي وسطية إلى زاوية الفك السفلي وتصرف خليط من اللعاب المصلي والمخاطي عبر القناة تحت الفك السفلي (قناة وارتون) في الفم، وعادة فتح في نقطة تقع في جوف الفم. بينما تقع الغدة تحت اللسان أسفل اللسان في قاع الفم وتصرف اللعاب المخاطي في الغالب إلى الفم عبر حوالي 8-20 قناة تفتح على طول الثنية تحت اللسان.
وظيفة الغدد اللعابية هي إفراز اللعاب الذي له وظيفة تزليق يحمي الغشاء المخاطي للفم أثناء الأكل والتحدث. ويحتوي اللعاب على إنزيمات هضمية (مثل الأميلاز اللعابي) وله تأثير مضاد للميكروبات ويعمل كمحلول منظم. يحدث ضعف الغدد اللعابية عندما تنخفض معدلات اللعاب ويمكن أن يؤدي ذلك إلى جفاف الحلق.
أمثلة مختلفة من الاضطرابات التي تصيب الغدد اللعابية مذكورة أدناه، بعضها أكثر شيوعًا من البعض الآخر ويتم اعتبارها وفقًا للمصفاة الجراحية، لكن هذه القائمة ليست شاملة. يحدث التهاب الغدد اللعابية عادة بسبب عدوى أو لأسباب أخرى أقل شيوعًا من العدوي مثل الإشعاع وأمراض الحساسية أو رضح.

## داء الغدد اللعابية الخلقي

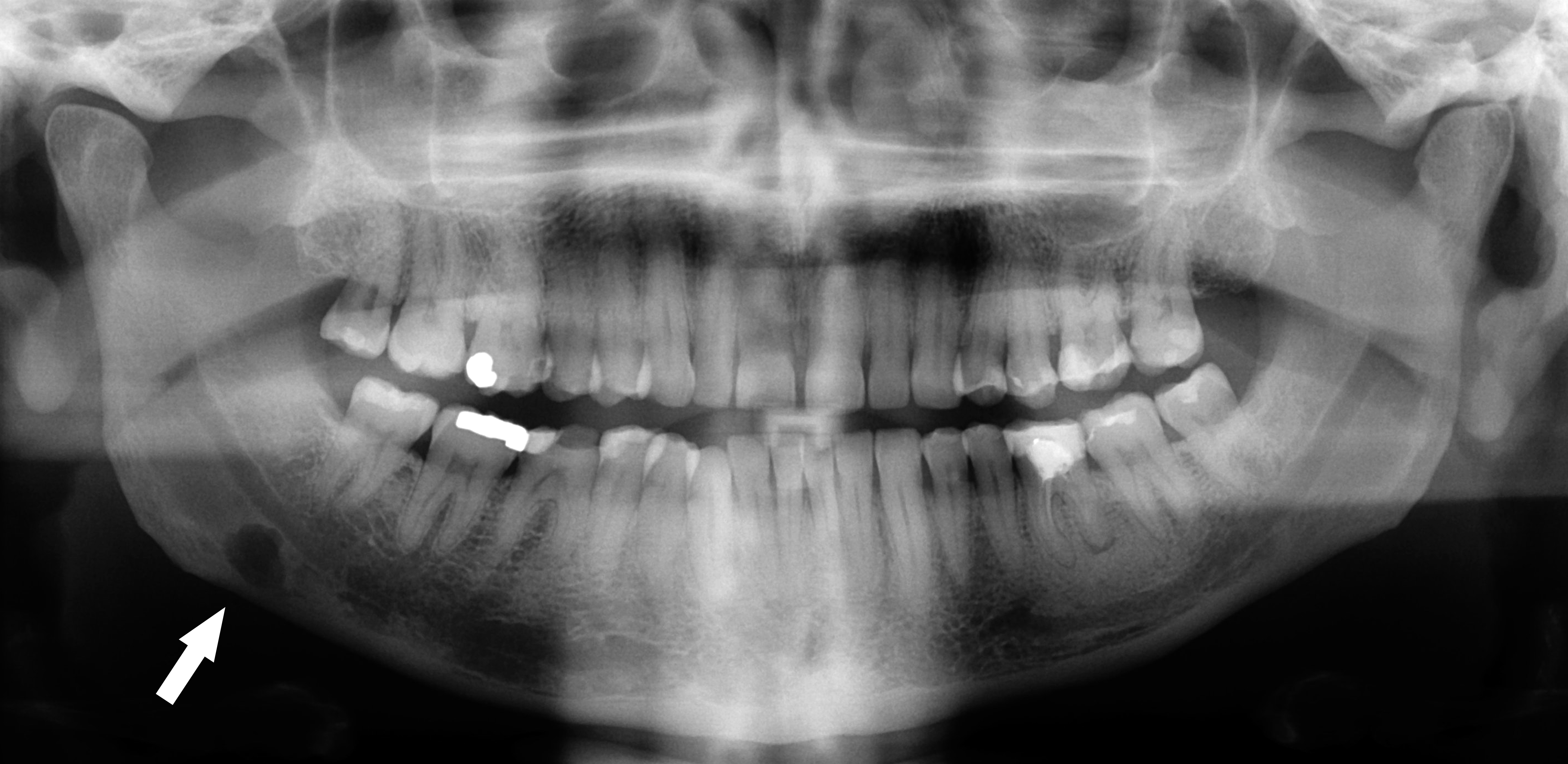
عيب ستافني.

تعد العيوب الخلقية في الغدد اللعابية نادرة، ولكنها قد تشمل:
- عدم تخلق الغدد اللعابية
- أنسجة الغدة اللعابية المنتبذة
- تجويف ستافني - حالة غير شائعة يعتبرها البعض متغيرًا تشريحيًا وليس مرضًا حقيقيًا. يُعتقد أنه يتم إنشاؤه بواسطة جزء منتبذ من أنسجة الغدد اللعابية يؤدي إلى إعادة تشكيل عظم الفك السفلي حول الأنسجة، مما يؤدي إلى تكوين كيسة تبدو مثل منطقة الأشعة المشعة في الصور الشعاعية وعادة يتم اكتشاف هذه الآفة بالصدفة؛[5] لأنها لا تُسبب أي أعراض، وتظهر أسفل قناة العصب السنخي السفلي في المنطقة الخلفية للفك السفلي.

## داء الغدد اللعابية المُكتسب

### ناتج عن خلل وظيفي
يؤثر الخلل الوظيفي في الغدة اللعابية على تدفق أو كمية أو جودة اللعاب المنتج. ويطلق على تقليل إفراز اللعاب نقص اللعاب. غالبًا ما يؤدي نقص اللعاب إلى حالة جفاف الحلق وهذا يمكن أن يسبب تسوس الأسنان بسبب فقدان الخصائص الوقائية للعاب. بالإضافة إلى ذلك أشارت نتائج دراسة إلى أن نقص اللعاب يمكن أن يؤدي إلى عدوى تنفسية حادة. هناك سببان محتملان لزيادة معدل الإصابة بهذه العدوى: أولاً قد يؤدي انخفاض إفراز اللعاب إلى إضعاف السطح المخاطي للفم والمجرى الهوائي كحاجز مادي مما يعزز من التصاق واستعمار الفيروسات، ثانيًا قد يؤدي هذا التخفيض أيضًا إلى إضعاف إفراز البروتينات والببتيدات المضادة للميكروبات. نظرًا لوجود العديد من البروتينات والببتيدات ذات الخصائص المضادة للفيروسات الثابتة في اللعاب والتي يمكن أن يمنع بعضها تكاثر الفيروس وخاصة فيروس كورونا فإنه يعطي الانطباع بأن التأثير الوقائي لهذه البروتينات اللعابية ضد فيروس كورونا المرتبط بالمتلازمة التنفسية الحادة الشديدة النوع 2 قد يكون هو نفسه. لذلك يمكن أن يكون نقص اللعاب أحد عوامل الخطر المحتملة لعدوى الجهاز التنفسي الحادة. قد يعرض المرضى -المعرضين للخطر- للإصابة بمرض فيروس كورونا (كوفيد -19). ومع ذلك فإن التحقيقات الإضافية ضرورية لإثبات هذه الفرضية.
فرط الإلعاب هو زيادة إفراز اللعاب ولها العديد من الأسباب.

### وعائي
- حؤول الغدد اللعابية الناخر وهو آفة تنشأ عادة من غدة لعابية ثانوية في الحنك. يُعتقد أنه ناتج عن احتشاء الأوعية الدموية في فصيصات الغدد اللعابية. غالبًا ما يتم الخلط بينه وبين سرطان الفم لكن الآفة ليست ورمية.[3]

### معدٍ
يمكن أن تكون العدوى التي تصيب الغدد اللعابية فيروسية أو بكتيرية (أو نادرًا ما تكون فطرية).
- النكاف هو التهاب الغدد اللعابية الفيروسي الأكثر شيوعًا. عادة ما تحدث عند الأطفال وهناك ألم صيوان الأذن (ألم أمام الأذن) وتورم في الغدة النكافية وحمى ونافض وصداع.[3]
- عادة ما يحدث التهاب الغدد اللعابية الجرثومي بسبب صعود الكائنات الحية من تجويف الفم. تشمل عوامل الخطر انخفاض معدل تدفق اللعاب.
- مرض الغدد اللعابية بفيروس العوز المناعي البشري.[2]

### رضحي

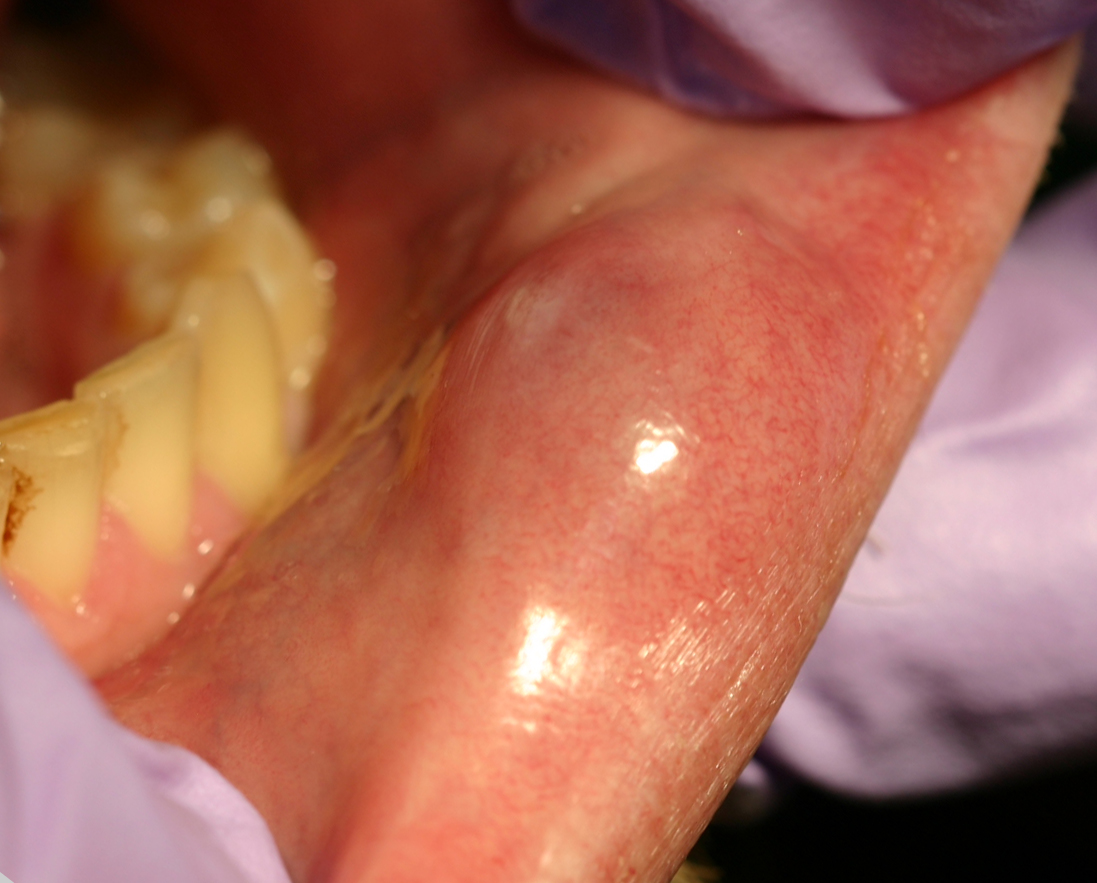
القيلة المخاطية

- قيلة الفم المخاطية - وهي شائعة وتحدث بسبب تمزق قناة الغدد اللعابية وانسكاب الموسين في الأنسجة المحيطة. عادة ما تكون بسبب الرضح. من الناحية التقليدية تكون القيلة المخاطية حمراء ومتقلبة وغالبًا ما تحدث في الشفة السفلى ة.[10]
- كيس ضفدعي - الاسم المستخدم عند حدوث قيلة مخاطية في قاع الفم (تحت اللسان). قد تنمو أكياس ضفدعية إلى حجم أكبر من الغشاء المخاطي في أماكن أخرى وعادة ما تكون مرتبطة بالغدة تحت اللسان، على الرغم من أنها قد تنشأ أيضًا من الغدة تحت الفك السفلي أو الغدة اللعابية الصغيرة. من غير المألوف قد ينزل الكيس الضفدعي إلى الرقبة بدلاً من الفم (غرق الكيس الضفدعي). إذا كان الكيس الضفدعي صغير يمكن تركه، ولكن إذا كان أكبر وسبب أعراضًا فربما يحتاج إلى استئصال الغدة تحت اللسان.
- التهاب الفم النيكوتينى - يتم تبييض الحنك الصلب عن طريق فرط التقرن الناجم عن الحرارة الناتجة عن استخدام التبغ أو استهلاك السوائل الساخنة. يتسبب هذا التهيج أيضًا في التهاب فتحات مجرى الهواء في الغدد اللعابية الصغيرة في الحنك وتتوسع. يظهر هذا على شكل بقع حمراء أو بقع على خلفية بيضاء.[11]

### متعلِّق بالمناعة الذاتية
- متلازمة شوغرن

### التهابي
- التهاب الغدد اللعابية بعد الإشعاع
- غرناوية (ساركويد) - قد يكون التهاب الغدة النكفية وحده أو التهاب العنبية والنكفية والذي يحدث في متلازمة هيرفوردت.
- التهاب الشفة الغدي - وهو التهاب في الغدد اللعابية الثانوية عادة في الشفة السفلية، وانقلاب الشفة وتورمها.[10]
- التهاب الغدد اللعابية المتصلب المزمن هو مظهر من مظاهر الغدد اللعابية للأمراض المرتبطة بـ IgG4.[12][13]

### عصبي
- متلازمة فراي

### ورمية
- أورام الغدد اللعابية

### رتجي
رتج اللعاب هي الحقيبة الصغيرة التي تخرج من النظام القنوي للغدد اللعابية الكبري. عادة ما يسبب هذه الرتج تجمع اللعاب والتهاب الغدد اللعابية المتكرر وخاصة التهاب الغدة النكفية. قد يتسبب الرتج أيضًا في تكوين حصى. يمكن تشخيص الحالة عن طريق تصوير اللعاب.

### غير معروف
- حصي لعابية - على الرغم من اقتراح العديد من العوامل التي يمكن أن تتعايش في تكوين حصوات اللعاب بما في ذلك تغير حموضة اللعاب وانخفاض معدل تدفق اللعاب وأيض الكالسيوم الغير الطبيعي والتشوهات في آلية العضلة العاصرة لفتح القناة إلا أن السبب الدقيق في العديد حالات غير معروف.
- المرض الغدي اللعابي (sialadenosis) هو تورم غير شائع، غير التهابي، غير ورمي، متكرر للغدد اللعابية. يُفترض أن السبب هو تشوهات في التحكم في إفراز الأعصاب. قد يترافق مع إدمان الكحول.[4][19][20]